# Власково (Московская область)
Власково — деревня в Дмитровском районе Московской области, в составе сельского поселения Якотское. До 2006 года Власково входило в состав Якотского сельского округа.

## Расположение
Деревня расположена в северо-восточной части района, примерно в 9 км к северо-востоку от Дмитрова, на южном берегу Жестылёвского водохранилища, устроенного на реке Якоть, высота центра над уровнем моря 167 м. Ближайшие населённые пункты — Скриплево на северо-востоке, на противоположном берегу водохранилища, Михайловское на юго-востоке, Овсянниково на юго-западе и Торговцево на западе.

## Население
| 2002 | 2006 | 2010 |
| ---- | ---- | ---- |
| 7    | ↘1   | ↗13  |